# درهم‌سازی کامل پویا
در علم کامپیوتر، درهم سازی پویای کامل، تکنیکی است برای از بین بردن تصادم در یک داده ساختار جدول درهم سازی. این تکنیک برای پرسمان‌های سریع، درج و حذف روی مقادیر زیادی از داده کاربرد دارد.

## جزئیات
در این روش، ورودی‌هایی که به یک خانه از جدول نظیر می‌شوند، مانند یک جدول درهم سازی سطح دوم جدا سازماندهی می‌شوند. اگر k ورودی در مجموعه S داشته باشیم، برای جدول درهم سازی ثانویه، k2 خانه اختصاص می‌دهیم و تابع درهم سازی آن، از توابع جهانی درهم سازی به صورت تصادفی به گونه‌ای انتخاب می‌شوند که عاری از تصادم باشد (برای مثال، تابع درهم سازی کامل). بنابراین هزینه جستجو مطمئناً در بدترین حالت از (1)O خواهد شد.
```
function
 Locate(
x
) 
is

       
j
 = h(
x
);
       
if
 (position h
j
(
x
) of subtable 
T
j
 contains 
x
 (not deleted))
          
return
 (
x
 is in 
S
);
       
end if

       
else

          
return
 (
x
 is not in 
S
);
       
end else

end
```

با اینکه هر جدول سطح دوم، به یک فضای درجه دوم نیاز دارد، اگر کلیدهای وارد شده به جدول سطح اول دارای توزیع یکنواخت باشند، کل ساختار از فضای (O(n خواهد بود؛ زیرا سایز سطل به احتمال زیاد، کم است.
در طول درج ورودی جدید x در مکان j اُم، شمارنده جهانی دستورها، count، یک واحد افزایش می‌یابد. اگر x در j وجود داشته باشد اما به عنوان یک عضو حذف شده برچسب خورده باشد، برچسب آن برداشته می‌شود. اگر x در j یا زیرجدول Tj وجود داشته باشد و به عنوان یک عضو حذف شده برجسب نخورده باشد، پس یک تصادم روی داده و خانه j اُم سطل جدول سطح دوم Tj دوباره با انتخاب تصادفی تابع درهم سازی hj ساخته می‌شود. زیرا ضریب بارگذاری جدول سطح دوم، کم نگه داشته می‌شود. بازسازی کم صورت گرفته و هزینه سرشکن درج‌ها، از (1)O خواهد شد.
```
function
 Insert(
x
) 
is

       
count
 = 
count
 + 1;
       
if
 (
count
> 
M
)
          FullRehash(
x
);
       
end if

       
else

          
j
 = h(
x
);
          
if
 (Position h
j
(x) of subtable 
T
j
 contains 
x
)
             
if
 (
x
 is marked deleted)
                remove the delete marker;
             
end if

          
end if

          
else

             
b
j
 = 
b
j
 + 1;
             
if
 (
b
j
 <= 
m
j
)
                
if
 position h
j
(
x
) of 
T
j
 is empty
                   store 
x
 in position h
j
(
x
) of 
T
j
;
                
end if

                
else

                   Put all unmarked elements of 
T
j
 in list 
L
j
;
                   Append 
x
 to list 
L
j
;
                   
b
j
 = length of 
L
j
;
                   
repeat

                      
h
j
 = randomly chosen function in 
H
sj
;
                   
until
 
h
j
 is injective on the elements of 
L
j
;
                   
for
 all 
y
 on list 
L
j

                      store 
y
 in position h
j
(
y
) of 
T
j
;
                   
end for

                
end else

             
end if

             
else

                
m
j
 = ۲ * max{1, 
m
j
};
                
s
j
 = ۲ * 
m
j
 * (
m
j
 - 1);
                
if
 the sum total of all s
j
 ≤ ۳۲ * 
M
2
 / 
s
(
M
) + 4 * 
M

                   Allocate 
s
j
 cells for 
T
j
;
                   Put all unmarked elements of 
T
j
 in list 
L
j
;
                   Append 
x
 to list 
L
j
;
                   
b
j
 = length of 
L
j
;
                   
repeat

                      
h
j
 = randomly chosen function in 
H
sj
;
                   
until
 
h
j
 is injective on the elements of 
L
j
;
                   
for
 all 
y
 on list 
L
j

                      store 
y
 in position h
j
(
y
) of 
T
j
;
                   
end for

                
end if

                
else

                   FullRehash(
x
);
                
end else

             
end else

          
end else

       
end else

end
```

حذف عنصر xبه سادگی بدون اینکه واقعاً آن را حذف کند یا count را زیاد کند، آن را به عنوان یک عضو حذف شده علامتگذاری می‌کند. در صورت انجام هردو عمل حذف و درج، اگر count به آستانه M برسد، کل جدول بازسازی می‌شود. M در ابتدای یک فاز جدید، یک مقدار مشخص و چند برابر سایز S است. در اینجا فاز به معنای زمان بین بازسازی‌های کامل است. هزینه سرشکن حذف برابر (O(1 است. توجه کنید که در اینجا، مقدار -۱ در تابع "(Delete(x" بیانگر یک مقداری است که در مقادیر ممکن Uنیست.
```
function
 Delete(
x
) 
is

       
count
 = 
count
 + 1;
       
j
 = h(
x
);
       
if
 position h(
x
) of subtable 
Tj
 contains 
x

          mark 
x
 as deleted;
       
end if

       
else

          
return
 (x is not a member of S);
       
end else

       
if
 (
count
>= 
M
)
          FullRehash(-1);
       
end if

end
```

یک بازسازی کامل از جدولS، با پاک کردن تمام اعضای برچسب خورده شروع شده و با مقدار دهی آستانه بعدی M در یک ثابت که چند برابر سایز S است ادامه پیدا می‌کند. یک تابع درهم سازی، که S را به چند زیرمجموعه(s(M تقسیم می‌کند (که سایز زیرمجموعه j برابر sj است) آنقدر به صورت تصادفی انتخاب می‌شود تا:
{\displaystyle \sum _{0\leq j\leq s(M)}s_{j}\leq {\frac {32M^{2}}{s(M)}}+4M.}
در نهایت، برای هر زیرجدول Tj، یک تابع درهم سازی hj به صورت تصادفی آنقدر از Hsj انتخاب می‌شود تا hj روی Tjیک به یک باشد. زمان پیش‌بینی شده برای بازسازی کامل جدولS با سایزn برابر (O(n خواهد شد.
```
function
 FullRehash(
x
) 
is

       Put all unmarked elements of 
T
 in list 
L
;
       
if
 (
x
 is in 
U
)
          append 
x
 to 
L
;
       
end if

       
count
 = length of list 
L
;
       
M
 = (1 + 
c
) * max{
count
, 4};
       
repeat

          h = randomly chosen function in 
H
s(M)
;
          
for
 all 
j
 <
s
(
M
)
             form a list 
L
j
 for h(
x
) = 
j
;
             
b
j
 = length of 
L
j
;
             
m
j
 = ۲ * 
b
j
;
             
s
j
 = ۲ * 
m
j
 * (
m
j
 - 1);
          
end for

       
until
 the sum total of all s
j
 ≤ ۳۲ * 
M
2
 / 
s
(
M
) + 4 * 
M

       
for
 all 
j
 <
s
(
M
)
          Allocate space 
s
j
 for subtable 
T
j
;
          
repeat

             
h
j
 = randomly chosen function in 
H
sj
;
          
until
 
h
j
 is injective on the elements of list 
L
j
;
       
end for

       
for
 all 
x
 on list 
L
j

          store 
x
 in position h
j
(
x
) of 
T
j
;
       
end for

end
```